# Adhésif
 (octobre 2022).
Si vous disposez d'ouvrages ou d'articles de référence ou si vous connaissez des sites web de qualité traitant du thème abordé ici, merci de compléter l'article en donnant les références utiles à sa vérifiabilité et en les liant à la section « Notes et références ».

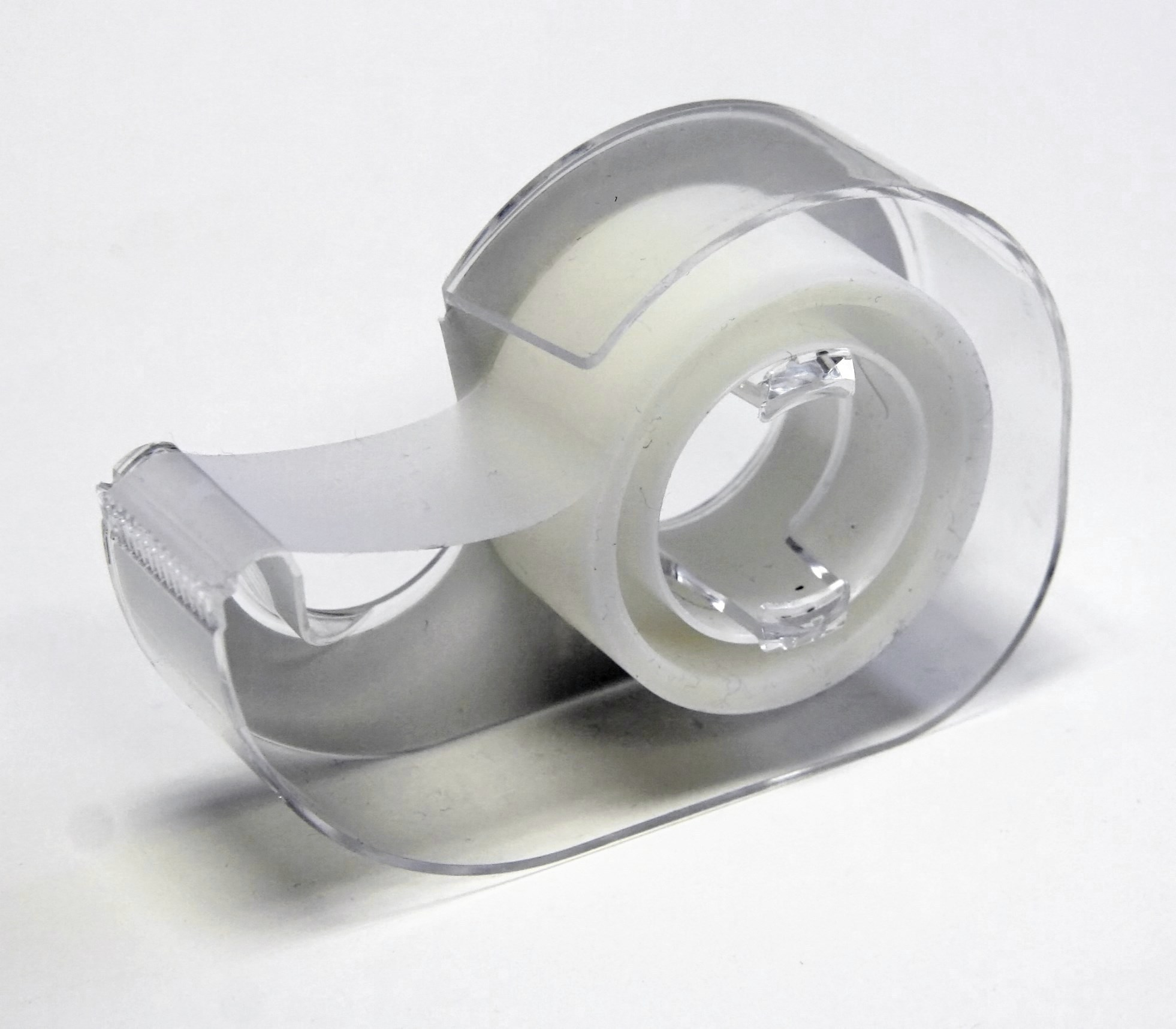
Ruban adhésif.

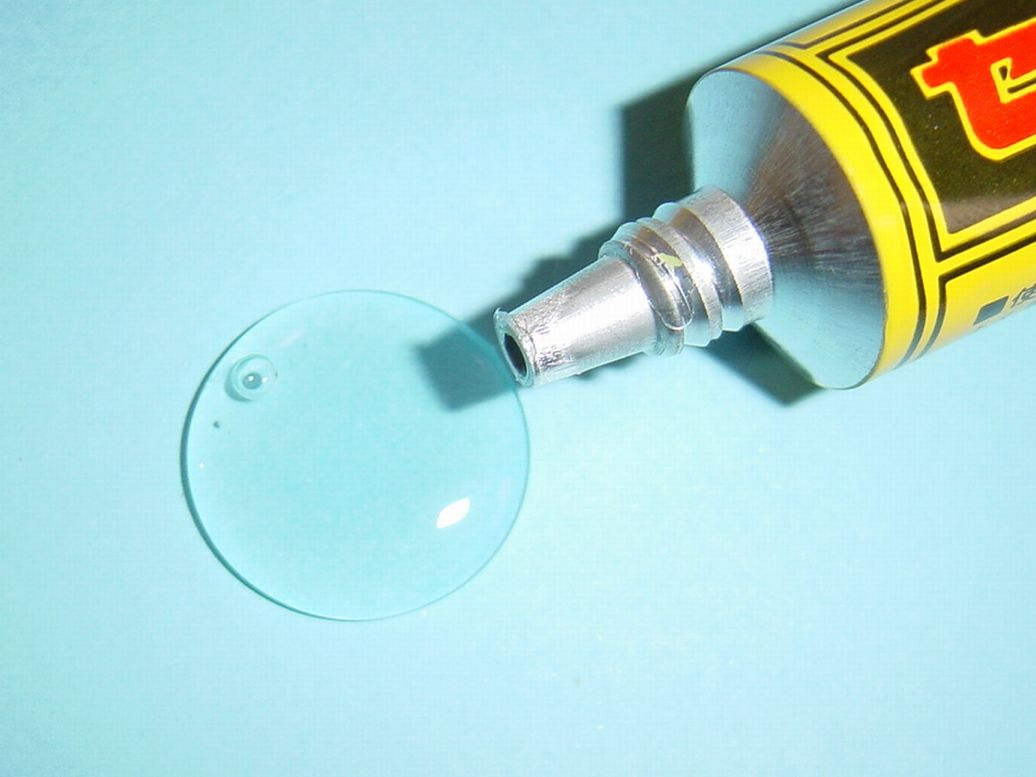
Colle liquide.

Un adhésif est un matériau qui permet de rendre des objets mécaniquement solidaires. Selon leur état de surface lisse ou rugueux, leur porosité, leur souplesse ou leur rigidité, les critères biologiques de tolérance de la substance, le caractère provisoire ou durable de l'assemblage, le milieu d'application, on utilise différents types d'adhésifs, dont la structure chimique va ou non réagir avec la surface des pièces.

## Principes fondamentaux

### Un bon contact
La plupart des matériaux ne collent pas entre eux car pour que deux objets adhèrent, il faut d'une part que les atomes des matériaux composant les objets exercent une force d'attraction sur ceux de l'autre, et d'autre part que de nombreux atomes soient proches pour que cette force soit importante.
Or, les objets faits de matériaux rigides présentent en général une surface rugueuse. Si l'on met en contact deux objets, seul le sommet des aspérités se touchent, et de ce fait ils ne collent pas (voir Rugosité et adhésion). L'adhésif, au contraire, « contourne » la rugosité de manière à entrer en contact avec la majeure partie de la surface de chacun des objets, quand bien même elle est rugueuse.
En l'absence d'un tel mécanisme de contournement de la rugosité, la surface réellement en contact est trop faible, et l'adhésion est très faible. C'est la raison pour laquelle la plupart des objets n'adhèrent pas entre eux.

### Une forte dissipation
Un adhésif résiste au décollement non seulement parce qu'il faut une force élevée pour commencer le décollement, mais plus encore parce qu'il faut fournir une énergie importante pour propager le décollement.

## Classification

### Par fonctionnement
On classe les adhésifs selon la façon dont ils contournent la difficulté de la rugosité :
- une colle est liquide et mouille l'ensemble de la surface, même rugueuse ;
- le côté collant d'un ruban adhésif ou d'une étiquette autocollante est un solide mou : au contact de la surface rugueuse, il se déforme spontanément, sous l'effet des forces de surface, et épouse la surface rugueuse. Ce type d'adhésif est nommé adhésif sensible à la pression (ASP) ou pressure-sensitive adhesives (PSA) ;
- la patte du lézard gecko et d'autres animaux (notamment certains insectes) possède une peau finement divisée en poils microscopiques. L'extrémité des poils a une dimension inférieure à celle de la rugosité de la plupart des surfaces. Ainsi, chaque poil adhère indépendamment, les uns au sommet des aspérités, les autres dans les creux. La rugosité n'est donc pas gênante pour ces animaux : les geckos grimpent au plafond sans problème.

### Par composition
On classe les adhésifs selon le type de solvant qu'ils utilisent, selon leur composition chimique, et selon les matériaux qu'ils sont aptes à relier. Ces choix permettent de viser l'optimum d'adhésion, souvent situé à la limite entre rupture adhésive et rupture cohésive.
Les adhésifs destinés à du bois, du carton, du papier sont relativement épais et peu fluides. Leur principe d'action est basé sur le déploiement de molécules longues qui vont s'accrocher aux aspérités de la texture du matériau support. Le solvant utilisé est généralement de l'eau. Une fois en place et sec, ils ne peuvent être ôtés que par action mécanique (grattage, abrasion).
Les adhésifs destinés à des matières plastiques varient énormément en fonction des matières à assembler : le solvant de l'adhésif est choisi, selon le cas, pour ne pas altérer le plastique, ou au contraire pour le dissoudre localement de manière à souder les pièces.
Certains adhésifs se présentent sous la forme d'un couple de produits à assembler pour obtenir la colle : une base et un réactif. Ceci permet de disposer d'un produit à prise très rapide à tout moment, sans risquer de le voir prendre durant la période de stockage sous la forme de deux produits stables distincts.

### Par origine

#### Végétale
- Fécules
- Amidons
- Dextrines
- Éthers
- Esters
- Cellulose
- Gommes naturelles : arabique, agar-agar
- Lignine
- Algine et alginates

Les amidons et les dextrines sont issus du maïs, du froment, des patates et du riz. Ils sont surtout utilisés dans le collage des textiles, des papiers, cartons et revêtements muraux.
Les adhésifs de cellulose sont utilisés pour coller le plomb, l'étoffe et le papier.
Les gommes humidifiées permettent une adhésion de produits, comme les timbres et les enveloppes.

#### Animale
- Gélatines
- Albumines
- Caséine

Parmi les adhésifs organiques issus des protéines animales, on trouve les colles fabriquées par le collagène, constituant des tissus conjonctifs et des os des mammifères, et des poissons, la colle de l'albumine sanguine, utilisée dans l'industrie du contreplaqué, et la colle fabriquée par la caséine, protéine du lait, employée dans le collage du bois et dans la peinture.

#### Minérale
- Silicates. Ces adhésifs sont utilisés dans l'industrie du carton.

#### Synthétique
- Résines formaldéhydes
- Vinyliques (polyacétate de vinyle)
- Acryliques
- Styrène-butadiène
- Base acrylonitrile
- Colle polyester
- Polychloroprène, colle néoprène
- Polyisoprène
- Polybutadiène

Les adhésifs synthétiques ont un domaine d'utilisations plus étendu que les adhésifs naturels. La plupart des adhésifs synthétiques forment des polymères, des chaînes et des réseaux solides qui collent durablement les surfaces.
On les utilise pour coller les contreplaqués à l'extérieur, les plaquages de menuiseries, les cloisons, etc.
Les colles à résine thermodurcissable se transforment en solides durs et résistants à la chaleur en présence d'un catalyseur ou sous l'action de la chaleur. Ces colles sont utilisées en construction, pour coller les différentes parties métalliques d'avions, de fusées, etc.
Les résines thermoplastiques deviennent molles lorsqu'elles sont chauffées. Elles sont utilisées pour coller le bois, le verre, le caoutchouc, le métal et les matériaux en papier.
Les adhésifs élastomères, tels que les mastics du caoutchouc synthétique ou naturel, sont utilisés pour fixer des matériaux flexibles sur des matériaux rigides.
Les adhésifs synthétiques peuvent être à mise en œuvre physique (AMOP) ou à mise en œuvre chimique (AMOC).

### Tableau récapitulatif
| Nature       | Sous-classe               | Adhésifs | Type                |
| ------------ | ------------------------- | --- | ------------------- |
| naturelles   | Colles minérales          | mortiers — asphalte — silicate de sodium |                     |
| naturelles   | Colles d'origine animale  | cires |                     |
| naturelles   | Colles d'origine animale  | chitosane |                     |
| naturelles   | Colles d'origine animale  | collagène — colles animales dont colle de peau, colle de peau de lapin, colle de poisson, colle d'os ou gélatine | Colles protéiniques |
| naturelles   | Colles d'origine animale  | kératine — colle de sabot | Colles protéiniques |
| naturelles   | Colles d'origine animale  | albumine — colle de sang | Colles protéiniques |
| naturelles   | Colles d'origine animale  | caséine — colle de caséine | Colles protéiniques |
| naturelles   | Colles d'origine végétale | colle de caséine de soja | Colles protéiniques |
| naturelles   | Colles d'origine végétale | colle d'amidon - dextrine : colle de riz ou de blé | Amidon              |
| naturelles   | Colles d'origine végétale | résines végétales ( Résine de pin , etc.) latex, caoutchouc non vulcanisé certaines sèves (gomme arabique) | Résines             |
| naturelles   | Colles d'origine végétale | goudron de pin — goudron de bouleau, obtenus par pyrolyse du bois acétate de cellulose — Nitrate de cellulose | Résines             |
| synthétiques | élastomérique             | Caoutchouc butyle — Polyisobutylène — Caoutchouc nitrile — Styrène-butadiène (SBR) — Polyuréthane — Polysulfure — Silicone — Néoprène. | Résines             |
| synthétiques | thermoplastique           | — butyrate d'acétate de cellulose (en) — Acétate de polyvinyle (PVA) — Chlorure de polyvinyle (PVC) — Chlorure de polyvinylidène (PVDC) — Acétals de polyvinyle — Alcool polyvinylique — Polyamide — Acrylique — Phenoxy.                                       | Résines             |
| synthétiques | thermodurcissable         | — phénol-formaldéhyde— Urée formaldéhyde — Mélamine formaldéhyde — Résorcine (colle résorcinee-formadéhyde) — Cyanoacrylates — colle polyester — Résorcine-phénol-formaldéhyde — Epoxy — Polyimide — Polybenzimidazole — Acrylique — Diester d'acide acrylique. | Résines             |
| synthétiques | alliages                  | Epoxy-phénolique — Epoxy-polysulfure — Epoxy-nylon — Nitrile-phénolique — Néoprène-phénolique — Vinyl-phénolique — Polyvinyl Acetal-phénolique | Résines             |

## Histoire
Les premières traces d'utilisation d'adhésifs naturels remonte à  environ 200 000 ans. Les Néandertaliens ont employé du goudron produit à partir de la distillation sèche de l'écorce de bouleau pour lier des outils en pierre à des manches en bois. Les premières références écrites à des adhésifs sont apparues vers le 20e siècle av. J.-C..
Le développement des adhésifs passe par la transformation de matières premières naturelles, résines, peaux. En Europe, la colle n'était pas largement utilisée jusqu'à la période 1500-1700. La mise au point de nouveaux produits a été ensuite lente jusqu'aux années 1900. Au XXe siècle la physique donne une théorie des forces qui solidarisent les matières, et l'industrie chimique met au point des adhésifs synthétiques. L'innovation dans ce domaine se poursuit jusqu'à nos jours.